# Anna Basse
Anna Basse (Toukoto, 30 dicembre 1957) è un'ex cestista senegalese.

## Carriera
Con il Senegal ha disputato i Campionati mondiali del 1979.